# Rick Famuyiwa
Rick Famuyiwa (Los Angeles, 18 giugno 1973) è un regista, sceneggiatore e produttore cinematografico statunitense di origine nigeriana.

## Biografia
Figlio di immigrati nigeriani, Famuyiwa è cresciuto vicino a Los Angeles, California, nella città di Inglewood. Dopo il liceo ha frequentato l'University of Southern California, dove ha ottenuto una doppia laurea in Cinematic Arts Film & Television Production e Cinematic Arts Critical Studies. Durante gli studi universitari, Famuyiwa ha lavorato al fianco del professor Todd Boyd, che lo avrebbe poi aiutato a scrivere e produrre il suo primo lungometraggio. Nel 1996, prima della laurea, ha realizzato un cortometraggio di 12 minuti dal titolo Blacktop Lingo, che gli ha permesso di entrare al Sundance Filmmaker's Institute. Durante la sua permanenza presso il laboratorio del Sundance, ha avuto modo di ultimare il suo primo lungometraggio intitolato The Wood. Il film è stato distribuito nel 1999 con un cast che comprende Omar Epps, Richard T. Jones e Taye Diggs.
Nel 2002 dirige Brown Sugar, ancora con un cast prevalentemente composto da attori afroamericani. La pellicola ha avuto un'ampia distribuzione negli Stati Uniti grazie a Fox Searchlight Pictures. Nel 2007 è co-sceneggiatore assieme a Michael Gent del film Parla con me di Kasi Lemmons. Nel 2010 torna alla regia con la commedia Matrimonio in famiglia, con un cast corale che comprende Forest Whitaker, America Ferrera, Carlos Mencia, Regina King e Lance Gross.
Nel 2015 scrive e dirige Dope - Follia e riscatto, presentato in anteprima al Sundance Film Festival, dove ha vinto il premio per il miglior montaggio. L'anno seguente dirige il film TV Confirmation - Una donna per la verità per la HBO. Il film si basa sulle accuse di molestie sessuali lanciate dall'avvocato Anita Hill, interpretata da Kerry Washington, contro Clarence Thomas durante la sua nomina alla Corte Suprema.
Nel giugno 2016, Famuyiwa viene ingaggiato per dirigere un film del DC Extended Universe incentrato sul personaggio dei fumetti Flash, previsto per il 2018, ma ad ottobre 2016 abbandona il progetto.

## Filmografia

### Regista

#### Cinema
- Blacktop Lingo (1996) - cortometraggio
- The Wood (1999)
- Brown Sugar (2002)
- Matrimonio in famiglia (Our Family Wedding) (2010)
- Dope - Follia e riscatto (Dope) (2015)

#### Televisione
- Confirmation - Una donna per la verità (Confirmation) – film TV (2016)
- The Chi – serie TV, episodio 1x01 (2017)
- The Mandalorian – serie TV, 4 episodi (2019-in corso)
- Ahsoka – miniserie TV, puntata 8 (2023)

### Sceneggiatore
- Blacktop Lingo (1996) - cortometraggio
- The Wood (1999)
- Brown Sugar (2002)
- Parla con me (Talk to Me) (2007)
- Matrimonio in famiglia (Our Family Wedding) (2010)
- Dope - Follia e riscatto (Dope) (2015)
- The Mandalorian, 2 episodi (2019-in corso)